# Granissat
El granissat és una beguda refrescant, parcialment congelada i de consistència granulosa, composta de gel trossejat amb xarop de fruita o un saboritzant que es pren principalment a l'estiu quan la calor és intensa. Existeixen establiments comercials especialitzats que n'elaboren i en venen, tot i que a partir dels anys 1970 van aparèixer als bars unes màquines amb un receptacle transparent amb una pala que gira a baixes revolucions per mantenir el gel solt i el granissat a punt per ser servit.
En molts pobles valencians el granissat de llima s'anomena «aiguallimó». Al Perú se'ls coneix amb el nom de raspadillas, que poden ser de mango, maduixa, maracujà, llimona, etc. Són generalment comercialitzats per venedors ambulants, els quals porten un bloc de gel al seu carret. Als Estats Units d'Amèrica se'ls anomena snow cone.

## Preparació
La seva preparació és força senzilla. S'utilitza una màquina manual per a moldre el gel, o també es pot utilitzar un raspall de ferro per a trossejar-lo.
Al gel trossejat se li afegeix un xarop del gust que s'esculli, essent els més populars de maduixa, tamarinde, llima tropical, llimona o cafè, però es poden trobar xarops de tots els sabors. En algunes parts els posen suc de llimona i chile. El gel trossejat es col·loca en un got (en general de plàstic) fins al límit.